# نان شيبرد
نان شيبرد (بالإنجليزية: Nan Shepherd)‏ (11 فبراير 1893 في المملكة المتحدة - 23 فبراير 1981، أبردين في المملكة المتحدة)؛ كاتِبة وشاعرة بريطانية. درست في جامعة أبردين.